# Liste gambischer Zeitungen
Diese ist eine Liste der Zeitungen in Gambia.
Alle Printmedien werden in der Greater Banjul Area publiziert. Es gibt weitere spezielle Schriften, die von der katholischen Kirche oder Umweltverbänden herausgegeben werden.

## Tageszeitungen
| Name                            | Erscheinungsweise          | Bemerkung   |
| ------------------------------- | -------------------------- | ----------- |
| Foroyaa                         | Mo/Mi/Fr                   | PDOIS       |
| The Gambia Daily                | drei Ausgaben in der Woche | staatseigen |
| The Gambia Echo                 | [ 1 ]                      | [ 2 ]       |
| The Gambia Journal              |                            | unabhängig  |
| The Gambia Journal Confidential | monatlich                  | unabhängig  |
| The Gambia. News and Report     | monatlich                  | unabhängig  |
| Government Gazette              | gelegentlich               | offiziell   |
| The Nation                      | [ 3 ]                      |             |
| New Citizen                     | wöchentlich                | unabhängig  |
| Newsmonth                       | monatlich                  | unabhängig  |
| The Point                       | Mo–Fr                      | unabhängig  |
| The Standard                    |                            | seit 2011   |
| Upfront                         | gelegentlich               | APRC        |
| Today Newspaper                 | Mo–Fr                      | unabhängig  |

## Historische Zeitungen
- The African Herald
- The Bathurst Intelligencer
- The Bathurst Observer and West Africa Gazette
- The Daily News
- The Daily Observer (wochentags, 1990–2017)
- The Gambia Echo
- The Gambia News Bulletin
- Gambia Onward
- The Gambia Outlook
- The Gambia Outlook and Senegambia Reporter
- The Gambia Times
- The Gambia Weekly News
- The Gambian
- The Hibarr
- The Independent
- Kibaro
- New Gambia
- Official Gazette of the Senegambia Confederation
- The Senegambia Sun
- The Sun
- The SunTorch
- The Vanguard (1958–1960)
- The Worker